# Берлинска конференция на ВМРО (обединена)
Берлинската конференция, наречена Първа обща конференция, на Вътрешната македонска революционна организация (обединена) е проведена в Берлин през лятото на 1929 г. и с нея е установен пълен контрол от страна на Българската комунистическа партия над организацията.

## Делегати
Конференцията е проведена по време или малко след Втория пленум на ЦК на БКП, състоял се също в Берлин.
На конференцията присъстват: от Централния комитет – Владимир Поптомов, Димитър Влахов, Христо Янков, Димитър Арнаудов, Ризо Ризов, Павел Шатев, Йордан Анастасов; I революционна област (Вардарска Македония) е представена от завеждащия загребския пункт на БКП Иван Крекманов, тъй като избраният делегат Панко Брашнаров е арестуван при опит да премине границата. II и III революционна област (Егейска и Пиринска Македония) не са представени, като редовни пълномощни имат само 2 представители на емиграцията в България - Михаил Сматракалев и Борис Михов. Емиграцията в Цариград е представена от Атанас Хаджиниколов, а Никола Разлогов и Васил Христов представляват обединистите и федералистите в Париж. В конференцията участват и случайни личности, намиращи се в Берлин, както и специално поканени, но без пълномощни. Присъстват и представители на БКП, Комунистическия интернационал и Балканската комунистическа федерация.
Така в изолация остава националреволюционното безпартийно крило в организацията – Георги Занков, Филип Атанасов и Христо Ампов и Михаил Шкартов в България, които изобщо не са известени за конференцията.

## Решения
Конференцията приема 5 резолюции, 1 позив и решение за изключването на Занков от организацията.
В резолюцията по вътрешното и международното положение се постулира позицията на „македонското революционно движение“ при евентуалното въвличане на СССР във война, като се заявява:
| „ | Нашата позиция в случай на една такава война е ясно определена: ние ще бъдем на страната на Съветския съюз, отечеството на потиснатите от империализма и фашизма народи... против всесветския и балкански империализъм. | “ |

Организацията повтаря задачата си – борба за обединена и независима Македония, тъй като поради разнородния си национален състав Македония не би могла да бъде присъединена към никоя балканска държава, която да е съставна част от Балканска федерация на свободните балкански републики. Макар да се посочва, че българите са мнозинство в Македония, резолюцията твърди, че македонското население е единно цяло – „македонски народ“. Средството за постигане на целите е същото – въоръженото въстание, с което народните маси ще се освободят от властта на капиталистите, едрите земевладелци, лихварите, банкерите и спекулантите на фашисткия режим. При последвалото народно управление ще има радикални политически социални и икономически реформи. Движеща сила са селяните, занаятчиите, дребните търговци, интелигенцията и работниците от всички националности, а врагове – фашистките правителства на балканските страни, международният империализъм, македонските фашисти от ВМРО и ренегатите в Македония под сръбска власт - групата около „Македонско съзнание“. Михайловисткото крило във ВМРО е определено като „върховистко“ и „фашистко“, а протогеровисткото – също като „фашистко“.
В резолюцията по отчета се констатира, че въпреки постигнатите значителни резултати в организационното строителство, ВМРО (обединена) „още не се е развила в масова, народна организация“, поради липсата на правилен подход към масите, недостатъчна готовност за жертви, терористичните режими в трите части на македония, деморализиращото влияние на автономистката ВМРО. Според резолюцията организацията трябва да търси място в разгарящите се социалнополитически борби и да тласка македонските маси към политическо участие, тоест към участие в избори, демонстрации, протестни митинги, стачки и други. Така резолюцията на практика постановява единодействие на ВМРО (обединена) с комунистическите партии в тяхната класова борба.
Препоръчва се активна работа в емигрантските организации и сред младите, като сред емиграцията трябва да се разпространява, че
| „ | македонският въпрос, като националноосвободителен, не е въпрос на българската държава, нито такъв на българското племе, той е въпрос на целокупния македонски народ, т.е. на всички народности, населяващи Македония... македонският въпрос не е такъв за национални и културни права на тази или онази народност в Македония, а е въпрос за свободата, обединението и политическата независимост на Македония. | “ |

В организационно отношение институтът областен комитет е заменен с централен комитет за всяка една от трите области. Централният комитет трябва да е в Македония и се състои от 11 души, като включва трите Централни комитета плюс Задграничното бюро Владимир Поптомов, Димитър Влахов и Йордан Анастасов. При избора на Влахов за член на ЗБ и ЦК обаче присъстващите на конференцията националреволюционери - Павел Шатев, Атанас Хаджиниколов и Наум Терзиянов, дават значителен отпор. Терзиянов прочита на конференцията писмо, в която нарича Влахов „фарисей“ и „Тартюф“ и изнася факти за машинации на Влахов от времето, когато е пълномощник на Тодор Александров в Москва и във Виена. Шатев нарича Влахов „фатална личност“, а преизбирането му в ЦК - „престъпление“ към делото, обида за честните революционери и тежко историческо прегрешение. Влахов е избран единствено с твърдата подкрепа на комунистическата фракция. След сблъсъка с комунистическото крило националреволюционерите в организацията провеждат своя конференция в Цариград.